# Ordre européen du Mérite
Pour les articles homonymes, voir Ordre du Mérite.
L'ordre européen du Mérite est le premier et, en mai 2025, le seul ordre honorifique de l'Union européenne. Il est institué en mai 2025 par le Bureau du Parlement européen.

## Création
L'ordre européen du Mérite est institué par le Bureau du Parlement européen en mai 2025, à l'occasion du 75e anniversaire de la déclaration Schuman. Il s'agit de la première distinction européenne de ce type remise par une institution européenne,.
Tous les États membres de l'Union européenne hormis l’Irlande décernent des ordres nationaux du Mérite, mais aucune distinction similaire n'existait jusqu'alors au niveau de l'Union européenne.

## Matérialisation et composition
Les lauréats recevront un insigne et une barrette, ainsi qu'un certificat signé par le président du Parlement européen.
L'ordre européen du Mérite comportera trois niveaux de distinction croissante.

## But
Cette distinction civile a pour but d'honorer et récompenser « les réalisations de personnes (et non d'organisations) qui ont apporté une contribution significative à l'intégration européenne, à la démocratie et aux valeurs fondamentales consacrées par les traités de l'UE »,.

## Nominations
Les propositions de nomination à l'ordre peuvent être faites par le président du Parlement européen, le président du Conseil européen, le président de la Commission européenne, les chefs d'État ou de gouvernement et les présidents des parlements nationaux des États membres de l'Union européenne.
Peuvent être nommées les personnes, ressortissantes de l'Union européenne ou non, qui ont contribué à l'intégration européenne ou qui ont défendu et promu les valeurs consacrées par les traités de l'UE, comme les droits humains, la démocratie ou l'État de droit. Néanmoins, les députés et les membres du personnel des institutions, organes et organismes de l'UE ne peuvent être nommés pendant leur service ou mandat.
Chaque année, jusqu'à 20 lauréats seront nommés à l'ordre par un comité spécial composé du président du Parlement européen, de deux vice-présidents et de quatre personnalités européennes éminentes.